# PDFSaM
PDFSaM ou PDF Split and Merge é um conjunto de ferramentas de software livre multiplataforma para manipular documentos em PDF. PDFSaM basicamente provê uma linha de comando e interface gráfica de usuários para a biblioteca iText. a interface de linha de comando é escrita em Java e possui licença dual, GPLv2 e LGPLv2. No modo gráfico há um utilitário separado para cada tipo de tarefa, esses utilitários servem como plug-ins para o principal GUI (Graphical User Interface) e chama a ferramenta de linha de comando para fazer otrabalho atual. O GUI principal e seus plugins são escritos em Java FX e licenciados unicamente sobre a GPLv2.
Assim, PDFSaM precisa apenas de uma máquina virtual Java funcionando instalada no sistema operacional para funcionar.

## Sistema de distribuição
PDFSaM vem em duas versões, ambas com o código fonte aberto.
A versão básica é um utilitário desktop simples para as tarefas de manipulção de PDF mais comuns. Ela é acessível livremente da página do projeto ambas como código fonte e com o código compilado. Há os pacotes MSI para 32 bits e 64 bits Microsoft Windows, .dmg, para MacOS e pacote ZIP para os usuários power. Os pacotes ZIP são especialmente úteis para uso na plataforma GNU/Linux: somente poucas distribuições GNU/Linux tem um pacote PDFSaM em seus repositórios, a saber: Debian, Ubuntu e Arch Linux
A versão aprimorada é atualmente a versão completa do programa, incluindo algumas características experimentais. Apesar de seu código fonte estar disponível, ma página do projeto em SourceForge sob a licença GPL, o autor do programa não distribui abertamente pacotes prontos da versão aprimorada.

## Usuários, importância e notoriedade
Os usuários do PDFSaM são usuários domésticos, empresas privadas, empresas públicas, entidades de representação. Alguns órgãos públicos e entidades de representação disponibilizam manuais online para download, como no caso da OAB do Rio de Janeiro e de Rondônia, seções judiciárias de vários estados, Superior Tribunal de Justiça, Tribunal Regional Federal, site jusbrasil.com.br e FGV .
Resenhas e downloads do PDFSaM tem sido disponibilizados em vários sites especializados como o Lifehacker e outros.

## Funcionalidades[32]
PDFSaM não tem capacidade para editar o conteúdo do documento PDF. Ele apenas manipula as páginas e todos os atributos do documento. Ele também pode extrair anexos de um arquivo PDF.
O formato de saída dos arquivos PDF produzidos pelo PDFSaM 2.2.4 podem ser nas versões PDF de 1.5 a 1.7.

### Versão básica
A versão básica provê o subconjunto de funcionalidades do programa; ele pode:
- Separar documentos PDF (em capítulos, páginas únicas, etc.);
- Extrair páginas particulares em sessões de documento PDF em um único PDF novo;
- Mesclar vários documentos PDF ou suas subseções selecionadas;
- Misturar páginas alternadas tomadas de diferentes documentos PDF em ordem direta ou inversa;
- Girar páginas de documentos PDF;
- Reordenar páginas de documentos PDF visualmente;
- Compor novos PDFs visualmente arrastando páginas de diversos documentos PDFs;
- Salvar e carregar ambiente para automatizar tarefas recorrentes;
- Definir um ambiente para carregar no arranque;
- Extrair anexos de documentos PDF;
- definir opções de visualização para documentos PDF;
- Definir os metadados de documentos PDF (autor, título, assunto e palavras-chave).

### Versão aprimorada
Comparada a versão básica, ele provê características adicionas que permitem:
- Encriptar documentos PDF (com Rivest Cipher e algoritmos AES);
  - E definir suas permissões;
- Descriptografar documentos PDF;
- Adicionar capa de de frente e de trás a documentos PDF.